# 空积
在数学领域，空积（英語：Empty product）也叫零项积（英語：nullary product），是零个因子相乘的结果。一般假设任何乘法运算中都隐含单位元因子，所以认为空积的值与乘法单位元 1 相等。这和空和（零个数相加的结果）等于加法单位元 0 是类似的。

## 零项算术积
假设有数列 a1, a2, a3,... 并且该数列的前 m 项的积为
{\displaystyle P_{m}=\prod _{i=1}^{m}a_{i}=a_{1}\cdots a_{m}}
如果约定 {\displaystyle P_{1}=a_{1}} 并且 {\displaystyle P_{0}=1}，那么所有 m = 1,2,... 都满足：
{\displaystyle P_{m}=a_{m}\cdot P_{m-1}}
换句话说，{\displaystyle P_{1}} 是一个因子的「积」，取值就是它本身；而 {\displaystyle P_{0}} 则是零个因子的「积」，取值是 1。允许求一个因子、零个因子的积，可以简化很多数学公式，减少针对类似的特殊情况的处理。这样的「积」是很多归纳证明以及算法的自然起点。因此，「空积是一」的约定在数学和程序设计中非常常见。